# Discografia de David Bisbal
A discografia de David Bisbal um cantor e compositor espanhol, consiste em 5 álbuns de estúdio, 5 álbuns de  vídeo , 4 álbuns ao vivo e 4 compilações desde sua estréia em 2002.
Seu primeiro álbum de estúdio foi Corazón Latino, onde vendeu mais de 2,5 milhões de cópias por todo o mundo, e ganhou pela PROMUSICAE certificação de 13x discos de platina pela as mais de 1,3 milhões de cópias vendidas na Espanha. Na Europa, o álbum vendeu mais de 1 milhão de cópias, ganhando disco de platina pela IFPI, também recebeu certificação de ouro na Argentina, pela vendagem superior de 20 mil cópias. O álbum ficou entre o 4º mais comprado na semana na Espanha segundo a PROMUSICAE com sua lista "TOP 100 ALBUMES" mais comprados. Na Inglaterra, o álbum foi o sexto mais baixado na categoria "Latin Top Albums", segundo a US Billboard.
Seu segundo álbum de estúdio, foi Bulería, vendeu mais de 4,2 milhões em todo o mundo, ganhando certificação de diamante na Espanha pela vendagem de 1 milhão de cópias, e 4 discos de ouro nos Estados Unidos pela vendagens de 2 milhões. Na Europa toda, seu álbum vendeu mais de 1 milhão de cópias, ganhando disco de platina pela IFPI, e na América Latina, ganhou certificação de ouro na Argentina, pela vendagem superior a 20 mil cópias. O álbum, pela primeira vez, ficou no topo entre os mais vendidos na Espanha, seguindo a sua ótima colocação nos EUA, onde ficou em terceiro lugar na categoria "Latin Pop Albums", segundo a revista Billboard. Na Suiça, o álbum ficou na colocação 73º entre os 100 álbuns mais vendidos, segundo a IFPI Schweiz, com sua lista "HITPARADE". Nos Eua, o álbum também dominou a categoria "Top Latin Albums" da Billboard, ficando na colocação 5º entre os 100 álbuns mais vendidos naquele ano na mesma categoria.
Em 2005, lançou Todo Por Ustedes, seu primeiro álbum ao vivo, que teve gravações em Plaza de Las Ventas, em Madrid e em Palau Sant Jordi, em Barcelona. O álbum veio em disco triplo (3x DVD), e reunia canções desde o começo de sua carreira, além de um show da turnê "Bulería". O disco recebeu certificação de ouro e 3x de platina na Espanha pela PROMUSICAE por conta das vendagens superior às 255 mil cópias vendidas. O álbum ficou na colocação 17º entre os álbums mais vendidos na categoria "Latin Pop Albums" e na colocação 64 na "Top Latin Albums", ambos colocações da revista Billboard dos EUA. Apesar da boa colocação, o álbum não obteve nenhuma certificação pela RIAA.
Em 2006, David lança sua primeira coletânia de sua carreira David Bisbal Edición Européia, trazendo algumas faixas inéditas, entre elas o single "Let's Maek History". O álbum obteve uma certificação de ouro pela PROMUSICAE pela vendagem superior a 40 mil cópias na Espanha. No mesmo ano, lançou seu terceiro álbum de estúdio Premonicíon, que recebeu 5x disco de platina, pela vendagem superior a 400 mil cópias apenas na Espanha. O álbum vendeu em todo mundo em torno de 1 milhão de cópias, um número muito abaixo do esperado, já que até então David vendia milhões nos EUA. Mas, apesar de nem ter aparecido nos Top Albums Latinos nos EUA, o álbum liderou o ranking da Promusicae entre os 100 álbuns mais vendidos da Espanha, além de ficar na colocação 27º nos charts da Austria e na colocação 26º, hitparades da Suiça. No mesmo ano, o cantor lançou seu segundo álbum ao vivo, Premonición Live, que veio com 3x CD, com várias canções de sua carreira, ao todo foram vendidas 140 mil cópias do álbum em todo o mundo, ganhando certificação de ouro apenas na Espanha, onde foram vendidas apenas 40 mil cópias.
Em 2009, após ficar afastado por 3 anos dos palcos, a gravadora Universal Music da Argentina lançou uma segunda coletânea, a Oro - Grandes Êxitos, onde teve as 30 melhores canções do cantor selecionadas para o álbum. No mesmo ano, David se prepara para lançar seu quarto álbum de estúdio Sin Mirar Atrás, o álbum foi lançado no dia 20 de outubro de 2009 pela Universal Music e Vale Music, sendo este, o último ano em que David manteria contrato com a gravadora espanhola Vale Music. O álbum foi bastante esperando por seus fãs, e vendeu mais de 2,2 milhões em todo o mundo. Recebeu certificação de platina triplo pela Promusicae e 3x ouro pela RIAA nos Estados Unidos pela vendagem de mais de 1,5 milhões de cópais. Ficou entre em primeira colocação na categoria "Spanish Albums Chart" dos EUA, e em primeiro lugar na categoria "Top Latin Albums" e "Latin Pop Albums" da Billboard da Inglaterra.. O álbum também recebeu certificação de ouro na Venezuela, Argentina e México.
Em 2011, o cantor comemou seu aniversário de dez anos de carreira com sua primeira turnê acústica. Um projeto muito especial que foi superando todas as expectativas para acabar dando a volta ao mundo em mais de 15 país, e a frente de mais de 300 mil pessoas. O álbum Una Noche En El Teatro  Real, lançado no dia 05 de dezembro de 2011, ficou em primeiro lugar na Espanha, EUA]] e nas paradas da América Latina, recebendo certificação de disco de platina triplo no mercado espanhol. Recebeu também certificação de ouro no México, e ficou em primeiro lugar nas paradas musicais da Espanha e EUA. Durante dois anos, o artista espanhol viajou por teatros e auditórios mais importantes da Espanha, América do Norte, América Latina, e nas principais capitais européias. Um total de 128 apresentações em lugares distintos como Royal Albert Hall de Londres, Carnegie Hall de Nova York e o Luna Park de Buenos Aires. Só nos Estados Unidos e Canadá, a turnê se apresentou em Washington, Boston, Toronto, Montreal, Chicago, Houston, Los Angeles, Las Vegas, San Francisco, Orlando e Miami, onde esteve a frente de mais de 25 mil telespectadores nestes lugares.
Em 2012, ganhou pela segunda vez o prêmio "Grammy Latino" de sua carreira, na categoria de "Melhor Álbum Vocal Pop Tradicional" por este trabalho que deu uma dimensão inédita a seus grandes êxitos. No mesmo ano, lançou o álbum Live at The Royal Albert Hall, gravando uns meses antes em Londres, compartilhando o palco com Rosário, Malú, Luís Fonsi, Pastora Soler, e la violinista britânica Lizzy May, conseguiu também o número um em vendas e o disco de platina na Espanha, chegando oêxito de vendas no México, EUA e Argentina simultaneamente. David Bisbal gravou um dueto com o cantor colombiano Caço & El Dandee la cancíon "No Hay Dos Sin Três", tema oficial para o campeonato Euro que conquistou a seleção espanhola. Ainda em 2012, David gravou "La Voz", o fenômeno televisivo da última década, como "Coach" ganhado da primeira edição, repetindo em 2013 como "coach" e convertendo-se o favorito dos participantes. Logo depois, se estrou como jurado da terceira temporada de La Voz, do México, David ainda passou o ano gravando a canção de balada "Para Enamorarse de Mí", tema principal da telenovela Por Siempre Mi Amor, da Televisa, gênero este que o artista tem gravado frequentemente ao longo de sua carreira com bons resultados.
Em 2014, lançou seu quinto álbum de estúdio Tú y Yo, que ganhou certificação dupla de disco de platina na Espanha pela Promusicae, e disco de ouro na Argentina pela CAPIF. Além de parcerias inéditas com outros cantores, entre eles: Sandy, India Martínez, e Antonio Orozco.
Ao todo em sua carreira, David Bisbal já vendeu mais de 5 milhões de discos, e coleciona mais de 60 discos de platina e de ouro, e já relizou 5 turnês internacionais e mais de 600 shows por todo o mundo. A indústria musical já lhe premiou com mais de 60 prêmios, entre os que se destacam é Grammy Latino, vários Prêmios Billboard Latinos, dos Prêmios ONDAS e o World Music Award na categoria "Melhor Artista Latino do Mundo".

## Discografia

### Álbuns de estúdio
| Ano  | Detalhes do Álbum | Vendas | Certificações                                                                                              |
| ---- | --- | --- | --- |
| 2002 | Corazón Latino - Lançamento: 15 de outubro de 2002 - Gravadora(s): Vale Music, Universal Music - Formato(s): CD, DVD, download digital     | - Mundo: 1.600.000+ - Espanha: 1.300.000+                                                                            | - Espanha: 13× Platina                                                                                     |
| 2004 | Bulería - Lançamento: 10 de fevereiro de 2004 - Gravadora(s): Vale Music/Universal Music - Formato(s): CD, download digital                | - Mundo: 1.300.000+ - Espanha: 1.000.000+                                                                            | - Espanha: 10x× Platina                                                                                    |
| 2006 | Premonicíon - Lançamento: 30 de outubro de 2006 - Gravadora(s): Vale Music/Universal Music - Formato(s): CD, DVD, download digital         | - Mundo: 625.000+ - Espanha: 400.000+                                                                                | - Espanha: 5x× Platina                                                                                     |
| 2009 | Sin Mirar Atrás - Lançamento: 20 de outubro de 2009 - Gravadora(s): Vale Music/Universal Music - Formato(s): CD, LP, DVD, download digital | - Espanha: 180.000+ - Estados Unidos: 1.500.000+ - Venezuela: 5.000+ - Estados Unidos: 500.000+ - Argentina: 20.000+ | - Espanha: 3× Platina - Estados Unidos: 3× Ouro - Venezuela: Ouro - Estados Unidos: Ouro - Argentina: Ouro |
| 2014 | Tú y Yo - Lançamento: 18 de março de 2014 - Gravadora(s): Universal Music - Formato(s):CD, download digital                                | - Argentina: 20.000+ - Espanha: 120.000+                                                                             | - Argentina: Ouro - Espanha: 2× Platina                                                                    |
| 2016 | Hijos del mar - Lançamento: 2 de dezembro de 2016 - Gravadora(s): Universal Music - Formato(s):CD, download digital                        | - Espanha: 40.000+                                                                                                   | - Espanha: 1× Platina                                                                                      |

### Álbuns Ao Vivo
| Ano  | Detalhes do Álbum | Vendas                               | Certificações         |
| ---- | --- | ------------------------------------ | --------------------- |
| 2005 | Todo Por Ustedes - Lançamento: 06 de junho de 2005 - Gravadora(s): Universal Music/Vale Music - Formato(s):CD, DVD, download digital           | - Mundo: 100.000+ - Espanha: 75.000+ | - Espanha: Ouro       |
| 2006 | Premonicíon Live - Lançamento:30 de outubro de 2006 - Gravadora(s):Universal Music/Vale Music - Formato(s):CD, DVD, download digital           | - Mundo: 100.000+ - Espanha: 40.000+ | - Espanha: Ouro       |
| 2010 | Sin Mirar Atrás Tour - Lançamento: 30 de novembro de 2010 - Gravadora(s): Vale Music/Universal Music - Formato(s): CD, DVD, download digital   | - Espanha: 60.000+                   | - Espanha: Platina    |
| 2011 | Una Noche En El Teatro Real (Acústico) - Lançamento: 13 de dezembro de 2011 - Gravadora(s): Universal Music - Formato(s): CD, download digital | - Espanha: 75.000+                   | - Espanha: 3× Platina |
| 2012 | Live At The Royal Albert Hall - Lançamento: 12 de março de 2013 - Gravadora(s): Universal Music - Formato(s): CD, DVD, download digital        | - Espanha: 60.000+                   | - Espanha: Platina    |

### Compilações
| Ano  | Detalhes do Álbum                                                                                         | Vendas                               | Certificações   |
| ---- | --- | ------------------------------------ | --------------- |
| 2006 | David Bisbal - Lançamento: 4 de abril de 2006 - Gravadora(s): Universal Music - Formato(s): CD, DVD       | - Mundo: 150.000+ - Espanha: 40.000+ | - Espanha: Ouro |
| 2009 | Oro - Grandes Êxitos - Lançamento: 2009 - Gravadora(s): Universal Music Argentina S.A. - Formato(s): CD   | "_"                                  | "_"             |
| 2012 | 30 Canciónes de Oro (30 Gold Hits) - Lançamento: 2012 - Gravadora(s): Universal Music - Formato(s): 2x CD | "_"                                  | "_"             |
| 2013 | Lo Mejor De... David Bisbal - Lançamento: março de 2013 - Gravadora(s): Universal Music - Formato(s): CD  | "_"                                  | "_"             |

## Singles
| Ano                                 | Canção                                     | Álbum                                                    |
| ----------------------------------- | ------------------------------------------ | -------------------------------------------------------- |
| 2002                                | "Corazón Latino"                           | Corazón Latino                                           |
| 2002                                | "Ave María"                                | Corazón Latino                                           |
| 2002                                | "Dígale                                    | Corazón Latino                                           |
| 2003                                | "Quiero Perderme en Tu Cuerpo"             | Corazón Latino                                           |
| 2003                                | "Como Será"                                | Corazón Latino                                           |
| 2003                                | "Rosas y Espinas" (feat. David Civera)     | La Chiqui Big Band                                       |
| 2004                                | "Bulería"                                  | Bulería                                                  |
| 2004                                | "Oye El Boom"                              | Bulería                                                  |
| 2004                                | "Denúdate Mujer"                           | Bulería                                                  |
| 2004                                | "Camina y Ven"                             | Bulería                                                  |
| 2005                                | "Me Derrumbo"                              | Bulería                                                  |
| 2005                                | "¿Cómo Olvidar?"                           | Bulería                                                  |
| 2005                                | "Esta Ausencia"                            | Bulería                                                  |
| 2005                                | "Todo Por Ustedes"                         | Todo Por Ustedes                                         |
| 2006                                |                                            |                                                          |
| "Let's Make History"                | David Bisbal                               |                                                          |
| "Quién Me Iba a Decir"              | Premonición                                |                                                          |
| "Silencio"                          | Premonición                                |                                                          |
| "Soldado de Papel" (feat. Tomatito) | Premonición                                |                                                          |
| 2007                                | Premonición                                | "Amar Es Lo Que Quiero"                                  |
| 2007                                | Premonición                                | "Torre de Babel" (feat. Vicente Amigo & Wilsin & Yandel) |
| 2007                                | Premonición                                | "Premonición"                                            |
| 2008                                | "Hate That I Love Yoy" (feat. Rihanna)     | Premonición Live                                         |
| 2009                                | "Esclavo de Sus Besos"                     | Sin Mirar Atrás                                          |
| 2009                                | "Mi Princesa"                              | Sin Mirar Atrás                                          |
| 2010                                | "Sin Mirar Atrás"                          | Sin Mirar Atrás                                          |
| 2010                                | "24 Horas"                                 | Sin Mirar Atrás                                          |
| 2010                                | "Wavin' Flag" (feat. K'Naan)               | Troubadour                                               |
| 2011                                | "Ave María" (Re-lançamento)                | Una Noche En El Teatro Real                              |
| 2012                                | "Sombra y Luz"                             | Una Noche En El Teatro Real                              |
| 2012                                | "No Hay 2 Sin 3" (feat. Cali & El Dandee.) | "_"                                                      |
| 2012                                | "Hasta El Final"                           | "_"                                                      |
| 2013                                | "Para Enamorarte de Mí"                    | Tú y Yo                                                  |
| 2014                                | "Diez Mil Maneras"                         | Tú y Yo                                                  |
| 2014                                | "Hombre de Tu Vida" (feat. Sandy)          | Tú y Yo                                                  |
| 2014                                | "Tú y Yo"                                  | Tú y Yo                                                  |
| 2014                                | "Sí Pero No"                               | Tú y Yo                                                  |
| 2014                                | "No Amanece"                               | Tú y Yo                                                  |